# Nice to Meet Ya
"Nice to Meet Ya" is een nummer van de Ierse zanger Niall Horan. Het nummer verscheen op zijn album Heartbreak Weather uit 2020. Op 4 oktober 2019 werd het nummer uitgebracht als de eerste single van het album.

## Achtergrond
"Nice to Meet Ya" is geschreven door Horan, Ruth-Anne Cunningham, Tobias Jesso jr. en Julian Bunetta en geproduceerd door Bunetta. Het nummer werd in een dag geschreven. Het is geschreven in de toonsoort E-majeur. In juni 2019 vertelde Horan aan zijn fans dat zij voor het eind van het jaar nieuwe muziek van hem konden verwachten. In begin september vertelde hij dat hij "luisterde naar nummers van mijn nieuwe album en ik kan niet wachten om aan de slag te gaan". Op 26 september werd de single aangekondigd. Ter promotie zong hij het nummer tijdens de MTV Europe Music Awards en de televisieprogramma's Saturday Night Live en The Late Late Show with James Corden. Co-schrijver Cunningham zei dat het nummer lijkt op werk van Kasabian en Arctic Monkeys uit de jaren '00.
"Nice to Meet Ya" bereikte wereldwijd de hitlijsten. In Horans thuisland Ierland bereikte het de zevende plaats. Ook in Nieuw-Zeeland, Schotland en Tsjechië bereikte het de top 10, waarbij het in Tsjechië met een vijfde plaats de grootste hit werd. In het Verenigd Koninkrijk behaalde de single de 22e plaats, terwijl het in de Amerikaanse Billboard Hot 100 op plaats 63 bleef steken. In Nederland kwam de single tot plaats 25 in de Top 40 en plaats 34 in de Single Top 100, en in de Vlaamse Ultratop 50 kwam het tot plaats 30.

## Hitnoteringen

### Nederlandse Top 40
| Hitnotering: 19-10-2019 t/m 11-01-2020 | Hitnotering: 19-10-2019 t/m 11-01-2020 | Hitnotering: 19-10-2019 t/m 11-01-2020 | Hitnotering: 19-10-2019 t/m 11-01-2020 | Hitnotering: 19-10-2019 t/m 11-01-2020 | Hitnotering: 19-10-2019 t/m 11-01-2020 | Hitnotering: 19-10-2019 t/m 11-01-2020 | Hitnotering: 19-10-2019 t/m 11-01-2020 | Hitnotering: 19-10-2019 t/m 11-01-2020 | Hitnotering: 19-10-2019 t/m 11-01-2020 | Hitnotering: 19-10-2019 t/m 11-01-2020 | Hitnotering: 19-10-2019 t/m 11-01-2020 | Hitnotering: 19-10-2019 t/m 11-01-2020 | Hitnotering: 19-10-2019 t/m 11-01-2020 | Hitnotering: 19-10-2019 t/m 11-01-2020 |
| Week                                   | 1                                      | 2                                      | 3                                      | 4                                      | 5                                      | 6                                      | 7                                      | 8                                      | 9                                      | 10                                     | 11                                     | 12                                     | 13                                     |                                        |
| -------------------------------------- | -------------------------------------- | -------------------------------------- | -------------------------------------- | -------------------------------------- | -------------------------------------- | -------------------------------------- | -------------------------------------- | -------------------------------------- | -------------------------------------- | -------------------------------------- | -------------------------------------- | -------------------------------------- | -------------------------------------- | -------------------------------------- |
| Positie                                | 39                                     | 38                                     | 28                                     | 25                                     | 25                                     | 25                                     | 27                                     | 29                                     | 34                                     | 36                                     | 38                                     | 38                                     | 40                                     | uit                                    |

### Single Top 100
| Hitnotering week 1 t/m 9: 26-10-2019 t/m 21-12-2019 Hitnotering week 10 t/m 15: 04-01-2020 t/m 08-02-2020 | Hitnotering week 1 t/m 9: 26-10-2019 t/m 21-12-2019 Hitnotering week 10 t/m 15: 04-01-2020 t/m 08-02-2020 | Hitnotering week 1 t/m 9: 26-10-2019 t/m 21-12-2019 Hitnotering week 10 t/m 15: 04-01-2020 t/m 08-02-2020 | Hitnotering week 1 t/m 9: 26-10-2019 t/m 21-12-2019 Hitnotering week 10 t/m 15: 04-01-2020 t/m 08-02-2020 | Hitnotering week 1 t/m 9: 26-10-2019 t/m 21-12-2019 Hitnotering week 10 t/m 15: 04-01-2020 t/m 08-02-2020 | Hitnotering week 1 t/m 9: 26-10-2019 t/m 21-12-2019 Hitnotering week 10 t/m 15: 04-01-2020 t/m 08-02-2020 | Hitnotering week 1 t/m 9: 26-10-2019 t/m 21-12-2019 Hitnotering week 10 t/m 15: 04-01-2020 t/m 08-02-2020 | Hitnotering week 1 t/m 9: 26-10-2019 t/m 21-12-2019 Hitnotering week 10 t/m 15: 04-01-2020 t/m 08-02-2020 | Hitnotering week 1 t/m 9: 26-10-2019 t/m 21-12-2019 Hitnotering week 10 t/m 15: 04-01-2020 t/m 08-02-2020 | Hitnotering week 1 t/m 9: 26-10-2019 t/m 21-12-2019 Hitnotering week 10 t/m 15: 04-01-2020 t/m 08-02-2020 | Hitnotering week 1 t/m 9: 26-10-2019 t/m 21-12-2019 Hitnotering week 10 t/m 15: 04-01-2020 t/m 08-02-2020 | Hitnotering week 1 t/m 9: 26-10-2019 t/m 21-12-2019 Hitnotering week 10 t/m 15: 04-01-2020 t/m 08-02-2020 | Hitnotering week 1 t/m 9: 26-10-2019 t/m 21-12-2019 Hitnotering week 10 t/m 15: 04-01-2020 t/m 08-02-2020 | Hitnotering week 1 t/m 9: 26-10-2019 t/m 21-12-2019 Hitnotering week 10 t/m 15: 04-01-2020 t/m 08-02-2020 | Hitnotering week 1 t/m 9: 26-10-2019 t/m 21-12-2019 Hitnotering week 10 t/m 15: 04-01-2020 t/m 08-02-2020 | Hitnotering week 1 t/m 9: 26-10-2019 t/m 21-12-2019 Hitnotering week 10 t/m 15: 04-01-2020 t/m 08-02-2020 | Hitnotering week 1 t/m 9: 26-10-2019 t/m 21-12-2019 Hitnotering week 10 t/m 15: 04-01-2020 t/m 08-02-2020 | Hitnotering week 1 t/m 9: 26-10-2019 t/m 21-12-2019 Hitnotering week 10 t/m 15: 04-01-2020 t/m 08-02-2020 |
| Week | 1 | 2 | 3 | 4 | 5 | 6 | 7 | 8 | 9 | | 10 | 11 | 12 | 13 | 14 | 15 | |
| --- | --- | --- | --- | --- | --- | --- | --- | --- | --- | --- | --- | --- | --- | --- | --- | --- | --- |
| Positie                                                                                                   | 92 | 82 | 52 | 34 | 37 | 42 | 43 | 76 | 74 | uit | 59 | 53 | 60 | 83 | 92 | 89 | uit |

### NPO Radio 2 Top 2000
| Nummer met noteringen in de NPO Radio 2 Top 2000 | '20  | '21-'23 | '24  |
| ------------------------------------------------ | ---- | ------- | ---- |
| Nice to Meet Ya                                  | 1967 | -       | 1916 |

1. ↑  Een '-' betekent dat het nummer niet was genoteerd en een vetgedrukt getal geeft de hoogste notering aan.
2. ↑  2020 was het eerste jaar met een notering voor dit nummer.